# Chiesa dei Santi Pietro e Paolo (Guidizzolo)
La chiesa dei Santi Pietro e Paolo è la parrocchiale di Guidizzolo, in provincia e diocesi di Mantova; fa parte del vicariato di San Luigi.

## Storia
La località di Guizzolo è legata al trattato di Pace del 24 agosto 1216, ma non vi è documentazione che vi fosse la presenza di un luogo di culto. La presenza è documentata nel 1353 quando fu elevata a parrocchiale, indicata come sede di un'importante pieve, dipendente dell'abbazia di Leno.
È accertato che la chiesa venne rifatta verso la fine del Cinquecento.
La nuova chiesa parrocchiale fu edificata tra il 1750 e il 1760. Nel 1787 passò dalla diocesi di Brescia a quella di Mantova.
Negli anni sessanta del Novecento la chiesa venne ampliata ricostruendo il presbiterio e l'abside. Nel 1989 l'edificio fu ritinteggiato.

## Parrocchia
La parrocchia di Guidizzolo comprende, oltre al capoluogo comunale, anche la frazione Rebecco, presso la quale sorge la settecentesca chiesa dei Santi Filippo e Giacomo.